# Kabale und Liebe (1959, Martin Hellberg)
Kabale und Liebe ist eine deutsche Literaturverfilmung der DEFA von Martin Hellberg aus dem Jahr 1959. Der Film beruht auf dem gleichnamigen Drama von Friedrich Schiller.

## Handlung
Ein deutsches Herzogtum im 18. Jahrhundert: Der Sohn des Präsidenten von Walter, Ferdinand, liebt Luise, die Tochter des Stadtmusikanten Miller. Während der Vater die Verbindung kritisch sieht und ahnt, dass die unstandesgemäße Beziehung keine Zukunft haben kann, ist Luises einfältige Mutter vom zukünftigen Glück der Tochter überzeugt. Als Wurm, der Sekretär des Präsidenten, mal wieder im Hause Miller erscheint, um um die einst versprochene Hand Luises anzuhalten, eröffnet ihm Frau Millerin, dass ihre Tochter in Ferdinand eine bessere Partie gefunden habe. Wurm überbringt diese Neuigkeit dem Präsidenten, der verärgert reagiert. Er will Ferdinand auf die Probe stellen, um herauszufinden, ob etwas Wahres an diesem Gerücht ist. Er eröffnet ihm, dass er ihn mit Lady Milford, der Mätresse des Herzogs, zu verheiraten gedenkt. Entsetzt lehnt Ferdinand mit Hinweis auf seinen guten Ruf ab, verweigert sich jedoch auch einer moralisch tadellosen Partie mit einer anderen Edeldame.
Präsident von Walter lässt durch den eitlen und klatschsüchtigen Hofmarschall von Kalb in der Stadt die beschlossene Ehe zwischen Ferdinand und Lady Milford verkünden. Ferdinand wiederum begibt sich zu Lady Milford und macht ihr deutlich, dass er sie nicht liebt und auch nicht freiwillig in die Ehe einwilligen würde. Sie schickt ihn düpiert davon und er eilt zu Luise. Er verspricht ihr, um sie bei seinem Vater zu kämpfen, als wiederum der im Hause Millers erscheint. Er verhöhnt Luise als Hure und gibt Anweisung, ihren Vater zu verhaften, als der sein Kind mit scharfen Worten verteidigt. Auch die Mutter und Luise sollen in den Kerker geworfen werden und Ferdinand, der nichts unternehmen kann, droht, der Welt zu verraten, „wie man Präsident wird“. Die Gefahr vor der Aufdeckung seiner Machenschaften lassen Präsident von Walter von der Verhaftung Abstand nehmen. Lady Milford wiederum werden kurz darauf die Augen geöffnet, als sie von einem Diener ein wertvolles Geschmeide des Herzogs erhält – das durch den Verkauf von zwangsrekrutierten Soldaten nach Amerika bezahlt wurde.
Auf Anregung Wurms greift von Walter nun zu einer List. Er lässt Vater und Mutter Miller angeblich im Namen des Herzogs verhaften. Wurm wiederum erscheint bei Luise und eröffnet ihr, dass nur sie ihre Eltern vor dem Tod retten könne. Sie solle einen Liebesbrief niederschreiben, den er ihr in die Feder diktiert. In ihrer Not gehorcht Luise und muss beeiden, niemandem etwas von dem gefälschten Brief zu offenbaren. Den Brief wiederum erhält Hofmarschall von Kalb, der ihn unauffällig vor Ferdinand verliert. Der wiederum glaubt, Luise betrüge ihn. Als sie in der direkten Konfrontation ihre Unschuld nicht offenbaren kann, weil sie an ihren Eid gebunden ist, vergiftet Ferdinand sie und sich selbst. Erst angesichts des Todes gesteht Luise die Ränke, die Ferdinands Vater und seine Mitwisser geschmiedet haben. Luise und Ferdinand versterben kurz hintereinander, wobei der sterbende Sohn seinen herbeigeeilten Vater noch für sein Tun verdammen kann. Der vom Tod Luises erschütterte Wurm gerät außer sich und droht, nun alle Ränke des Präsidenten an die Öffentlichkeit zu bringen. Er wird verhaftet und an den gen Amerika marschierenden Soldaten ins Gefängnis gebracht.

## Produktion
Der Film wurde überwiegend in Weimar gedreht, wobei im Gegensatz zum zugrundeliegenden Theaterstück Kürzungen vorgenommen wurden. Dafür wurden jedoch Szenen der Verschickung der deutschen Soldaten nach Amerika und die Reaktionen der Bürger und Arbeiter darauf betont.
Kabale und Liebe, der in Totalvision gedreht wurde, erlebte am 9. November 1959 im Theater des Friedens in Weimar und im Palast-Theater in Jena seine Uraufführung.

## Kritik
Die zeitgenössische Kritik befand, dass man im Film Schiller „auf eine zugleich vertraute und doch auch bestürzend neue und gegenwärtige Art erlebt.“
Das Lexikon des internationalen Films nannte Kabale und Liebe eine „veraltete…, aber handwerklich gut gemachte… Bühnenverfilmung der DEFA. Die Inszenierung bleibt zwar dem sprachlich pathetischem Stil von Schillers Jugenddichtung verpflichtet, versteht es aber durch dramaturgisch kluge Einschübe, das politische Umfeld der Dichtung einzubringen. Großartige Darsteller runden den positiven Gesamteindruck ab.“
Für Cinema war der Film eine „[a]ufwändige Ost-Adaption des Schiller-Dramas. Fazit: Schön ausgestattet und mit Verve gespielt“.